# سوه ووی ییک
سوه ووی ییک (انگلیسی: Soh Wooi Yik؛ زادهٔ ۱۷ فوریهٔ ۱۹۹۸) بدمینتون‌باز اهل مالزی است. وی از سال ۲۰۱۵ میلادی تاکنون مشغول فعالیت بوده‌است.